# Hélie de Talleyrand-Périgord
Hélie de Talleyrand-Périgord (1301 – Avignone, 17 gennaio 1364) fu un vescovo e cardinale francese. Fu anche decano del Sacro Collegio dal 1361 alla morte.
Era figlio di Brunissende de Foix e di Hélie IX, conte di Périgord.

## Biografia
Ultimo dei tre figli del conte del Périgord, venne destinato alla carriera ecclesiastica.

### Cariche in Inghilterra
Grazie a papa Giovanni XXII egli ottenne, già all'età di diciannove anni, alcuni benefici in Inghilterra. Ebbe le prebende di Mapesbury (1320), di South Newbold (1325), di Laughton (1342) e di Stensall (1354).
Nello stesso periodo fu nominato arcidiacono di Londra (1320-1323), di Richmond, nella diocesi di York (1322-1328), di Suffolk (dal 28 novembre 1357 al 5 giugno 1359 ed infine decano del capitolo della cattedrale di York (1342-1364).

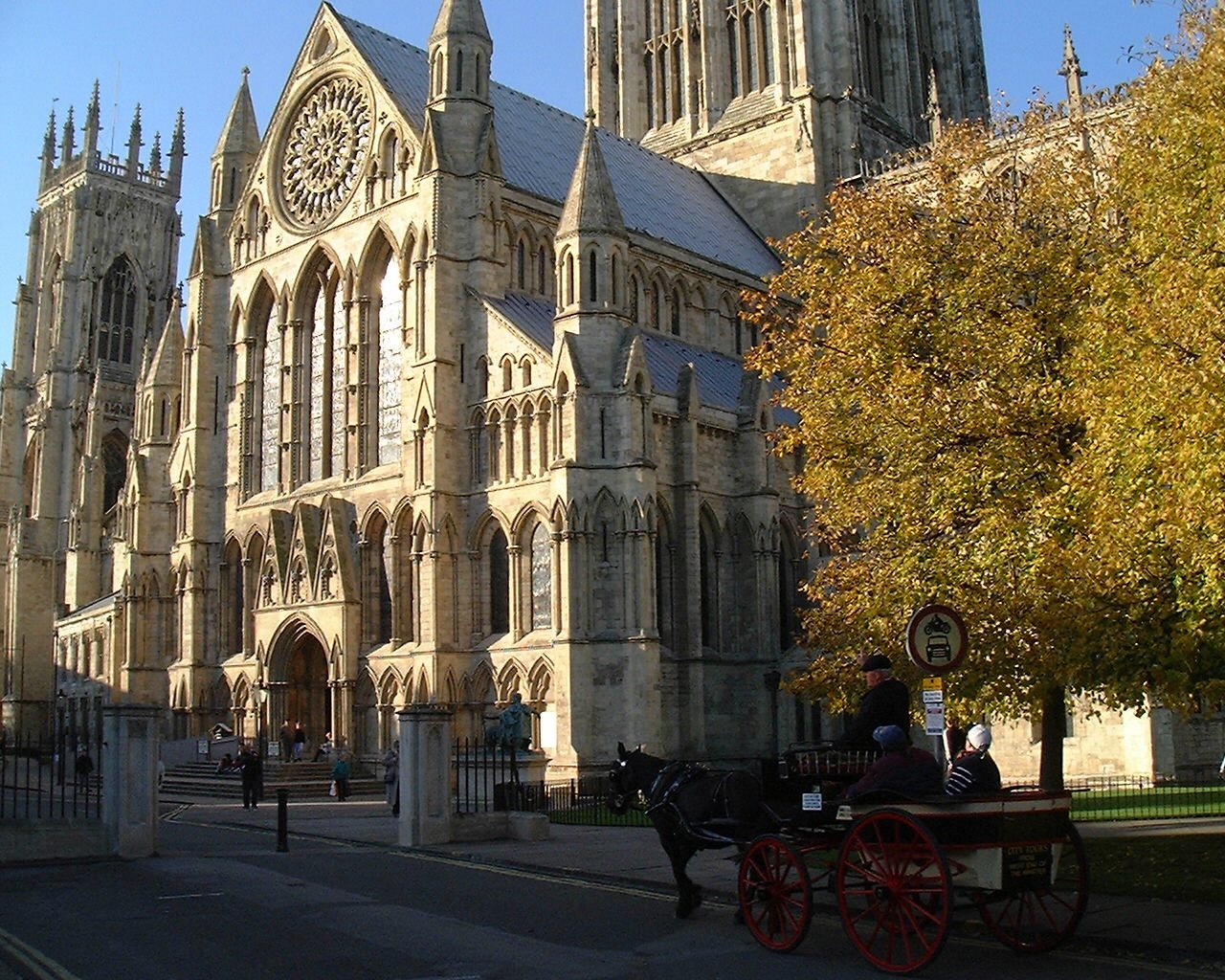
La cattedrale di York della quale Hélie de Talleyrand-Périgord fu decano del capitolo

Nel 1360, per evitare il saccheggio dei suoi beni, il re Edoardo III li pose sotto la protezione di uno dei suoi castellani, Bertrand de Montferrand.

### Il cardinale del Périgord
I suoi benefici in Francia si ridussero notevolmente, rimanendogli la commenda dell'abbazia di Santa Maria di Chancelade, nella diocesi di Périgueux. Il 10 ottobre 1324 papa Giovanni XXII lo nominò vescovo di Limoges e quattro anni dopo, il 4 gennaio vescovo di Auxerre.
Su richiesta di Filippo VI di Francia, con il concistoro del 25 maggio 1331 fu creato dallo stesso Giovanni XXII cardinale presbitero con il titolo cardinalizio di San Pietro in Vincoli.

### Il creatore di papi
Allorché egli fu cardinale, divenne un personaggio centrale della Cattività avignonese. Egli partecipò ai conclavi che elessero Benedetto XII (1334), Clemente VI (1342), Innocenzo VI (1352) e Urbano V (1362). Sapendo infatti che avrebbe mai potuto essere eletto, egli cercò di trarre per sé il massimo vantaggio dalle elezioni papali.
Il suo primo tentativo ebbe luogo nel conclave del 1334. Il suo candidato era Jean-Raymond de Comminges che egli sostenne brillantemente. Tuttavia la scelta della residenza pontificia fra Avignone e Roma fu l'occasione di un violento alterco fra i due, essendosi il Comminges rifiutato di assumere l'impegno a non riportare la Sede pontificia a Roma e l'eletto fu Benedetto XII.
Alla morte di Clemente VI il conclave si orientò su Jean II Birelle, ministro generale dei certosini ma questi rifiutò la carica rivolgendosi proprio al Talleyrand ed il sacro collegio optò per il cardinale Stefano Aubert.
Dopo la sua nomina Innocenzo VI offrì un posto a Jean II Birelle nel Sacro collegio ma questi rifiutò dicendo che preferiva crescere in virtù piuttosto che in rango.
L'autorevolezza del Talleyrand crebbe ulteriormente allorché il 4 novembre 1348 fu nominato  cardinale vescovo di Albano e ancor più nel settembre 1361, quando divenne decano del Sacro Collegio.

### Le sue ambascerie in Francia e in Europa

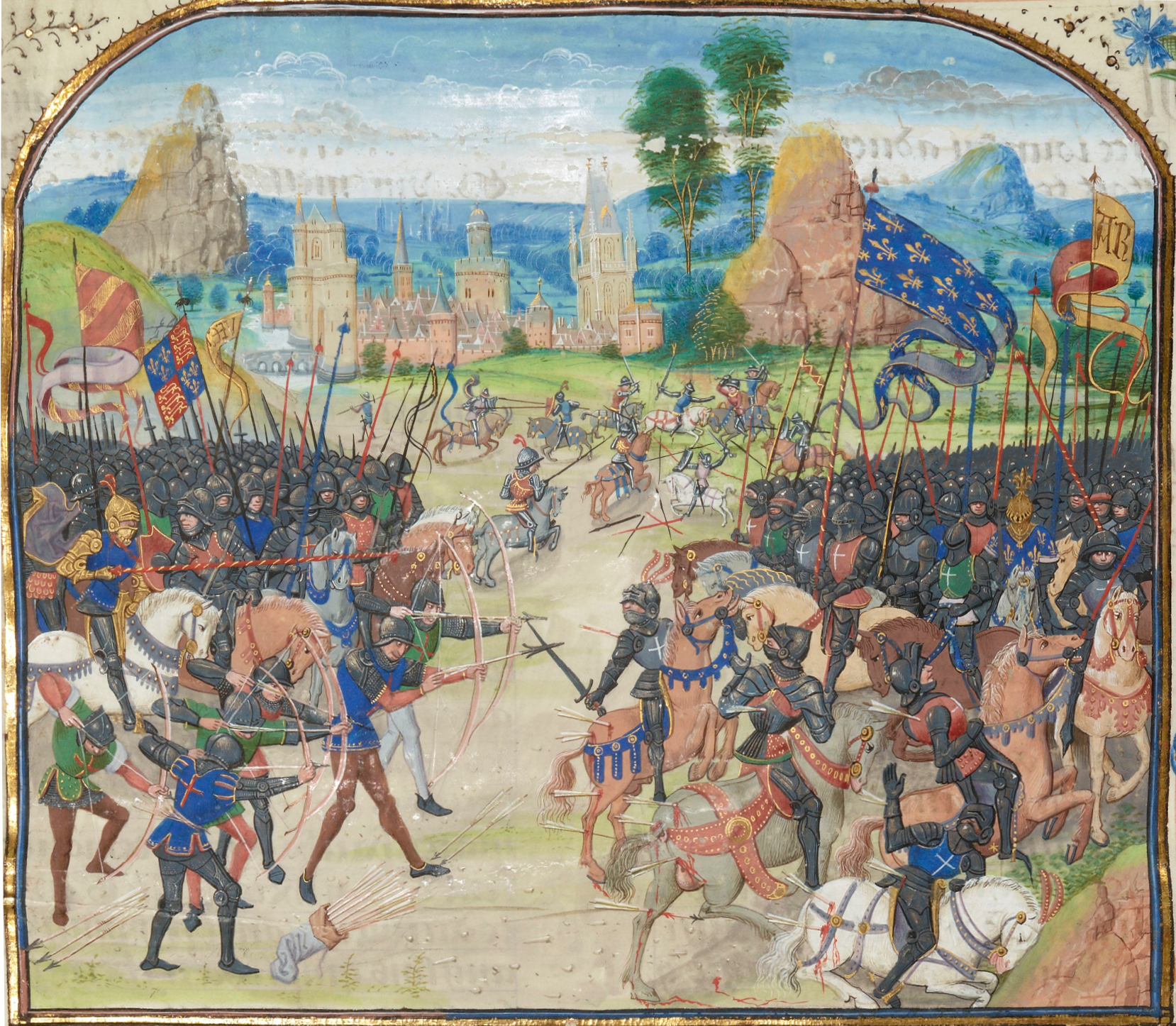
La battaglia di Poitiers

Il cardinale del Périgord fu incaricato di importanti negoziati da parte della Santa Sede. Il suo primo incarico come legato pontificio non ebbe successo. Assistito da quattro cardinali, nel 1336 egli doveva assistere il re di Francia Filippo VI nel comando generale di una crociata, che su richiesta di Ugo IV di Lusingano, re di Cipro, il 26 marzo, giorno di Venerdì Santo, aveva bandito lanciando un appello generale a tutti i sovrani cristiani, ma l'inizio della guerra dei cent'anni fece abortire l'iniziativa.
Nel 1346 egli riuscì a far eleggere come imperatore Carlo IV del Lussemburgo in sostituzione di Luigi di Baviera, scomunicato.
In vista di un prevedibile scontro fra gli eserciti Francia ed Inghilterra, una legazione pontificia condotta da Hélie de Talleyrand e Nicola Capucci lasciò Avignone il 21 giugno 1356 per incontrare il Principe Nero e il re di Francia Giovanni II. Quest'ultimo non volle dar retta ai legati pontifici e subì quindi la sconfitta di Poitiers, nella quale fu catturato come prigioniero dagli inglesi. Il cardinale di Périgord si recò quindi a Londra per negoziare la liberazione del re francese riuscendo a far concludere una tregua di due anni fra i contendenti. Grazie al suo intervento il Principe Nero moderò i suoi saccheggi e distruzioni in Occitania.

### Diplomazia ed intrighi
Dopo la peste nera egli s'interesso particolarmente di un monaco di Aurillac, commentatore di Gioacchino da Fiore, Giovanni di Rupescissa ((FR)  Jean de Roquetaillade), che dal suo ingresso nell'Ordine francescano nel 1332, aveva dichiarato di avere frequenti visioni.  Egli aveva pubblicato le sue "rivelazioni" nel suo Liber Ostentor. Il cardinale del Périgord non esitò a consultarlo, nonostante i sospetti che pesavano su questo frate.
Allorché nel 1363 il cardinale Guy de Boulogne, in legazione a Napoli, decise di far sposare a suo nipote Aimone di Ginevra a Giovanna di Durazzo, figlioccia della regina Giovanna I di Napoli, il cardinale, imparentato con questa famiglia, chiese insistentemente ad Urbano V di porre il veto a questa unione voluta dal suo rivale nel Sacro Collegio.

### Il Collegio di Périgord a Tolosa

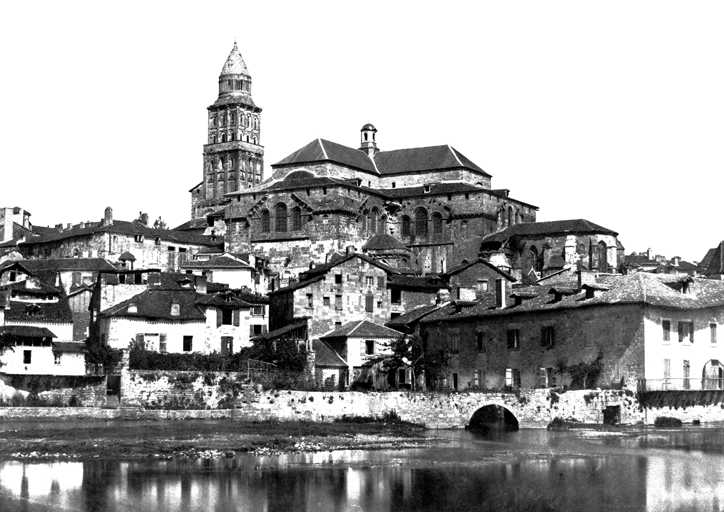
La cattedrale di Saint-Front de Périgueux (prima del restauro), ov'è inumato il cardinale Hélie de Talleyrand-Périgord

Il Collegio fu fondato dal cardinale nel 1360, ed aveva lo scopo dell'insegnamento del diritto. Costruito vicino alla cattedrale di Tolosa, sul corpo dell'Hôtel Maurand, del quale conservò la torre, esso comprendeva quattro corpi di fabbricato delimitanti un cortile centrale ove so sviluppava una galleria a due piani. Il collegio possedeva più di un vigneto. Allievi ed insegnanti ricevevano ciascuno un barile per il loro consumo annuo.
Il cardinale fu anche un umanista: egli proteggeva le lettere e fu grande amico di Francesco Petrarca ma difendeva, al contrario dell'amico, il mantenimento della Sede pontificia ad Avignone.

### Il ritorno a Périgueux
Alla sua morte fu subito inumato nella chiesa dei francescani ad Avignone, poi, secondo le sue volontà, nella cattedrale di Saint-Front di Périgueux, ove aveva fatto erigere una cappella.

## Genealogia episcopale
La genealogia episcopale è:
- Papa Giovanni XXII
- Cardinale Hélie de Talleyrand-Périgord

La successione apostolica è:
- Vescovo Simon de Rossoman, O.P. (1350)
- Vescovo Jan Stryprock (1355)